# 麥迪遜賽
麥迪遜賽（英語：Madison），又稱作美式接力賽，是場地單車的其中一個比賽項目。本賽事以紐約的舊麦迪逊广场花园命名，故在法國又被稱為「American race」，而意大利和西班牙則稱為「Americana」。

## 比賽方式
麥迪遜賽的比賽長度為50公里，每隊由兩名選手組成，同隊的選手須佩戴相同号码、不同颜色的号码布。比賽時，兩隊中的兩名參賽者全程交替接力，進行途中衝刺，最後以領先圈數和衝刺積分確定名次。
以第1至第4名途中衝刺的選手，將分別獲得5、3、2、1衝刺分；最後一圈的衝刺得分加倍。總設14個衝刺圈。最多18隊參賽，只進行一次決賽。